# Quarta expedició de Timur a Coràsmia (1379)
La quarta expedició de Timur a Coràsmia (1379) fou un atac militar (de fet el tercer efectiu) en resposta al conflicte iniciat el 1378 (vegeu Conflicte de Coràsmia (1378)).
Toktamix va tornar a Transoxiana en el punt més fred del hivern (1378-1379), apareixent amb una host formidable al riu Sihun. Timur no volia deixar el país exposat i defensar les ciutat darrera les muralles, mai ho havia fet. La meitat del seu exèrcit estava a l'est combatent als jats saquejadors i només tenia uns milers de soldats per fer front als invasors. Ell mateix al capdavant, va dividir les seves forces i les va portar fins al Sihun. Desafiant la pluja i la neu, els cavalls arribaren fins a les posicions enemigues. Van atacar les avançades de l'Horda, infiltrant-se entre les divisions de Toktamish. Amb la maniobra de Timur semblava que es tractava de una host molt més gran del que era. Quan Toktamish els va veure donant voltes per la seva part posterior, vas estar segur que era una força poderosa i no es va voler arriscar a que se li tallés la ruta del nord i per això es va retirar ràpidament i Timur va ordenar que el seguissin destacaments i que es mantinguessin a tocar amb ell.
Quan les carreteres s'havien dessecat a la primavera Timur es va dirigir cap a l'oest i va entrar al país dels sufís, a Coràsmia. Ja havia fet campanya allí el 1371 i 1372 i l'havia deixat com un estat aliat vassall; hi havia tornat sense capp resultat el 1375. Ara Yusuf Sufi tornava a estar enfrontat a Timur amb el suport de la Horda Blanca. Es creu que actuava instigat per Toktamix, ara kan de l' Horda Blanca, que reclamava Coràsmia com a seva. Yazdi situa l'expedició el febrer del 1379 (mes de shawal del 780, corresponent a l'any del cabrit o de l'ovella mongol).
Les forces de Timur van arribar a les fronteres de Coràsmia i van passar per Eski Kuz i va arribar a Urganj que fou rodejava i es va fer el crit de combat o surun. Es va construir una fortalesa a l'exterior en front a la d'Urganj. Llavors Timur va rebre una carta de Yusuf Sufi en que el desafiava a un combat singular. Contra el parer de tots els seus ministres, comandants i consellers, Timur va voler acceptar i va rebutjar que algú ho fes en nom seu. Timur es va dirigir a la porta de la fortalesa, però el contrari no va comparèixer al lloc previst pel combat tot i els desafiaments de Timur. Els arquers estaven tots en posició a les muralles però cap va gosar disparar a Timur; aquest es va dirigir a Yusuf i li va pronosticar “el que falti a la seva paraula perdra la vida”, que molts creuen que anava dirigit als arquers per que es mantinguessin quiets, però Yazdi ho interpreta com una profecia feta amb encert a Yusuf. Timur finalment se’n va haver de tornar a les seves línies. El rere país fou assolat durant tres mesos.
Uns dies després Timur va enviar a Yusuf uns melons i els soldats de la fortalesa van agafar els melons i els van entrar. Aleshores un guerrer de nom Hajji va sortir de la fortalesa amb un grup de guerrers. Els assetjadors dirigir per Umar Xaikh, es van llençar sobre el grup que havia fet la sortida i es va iniciar un combat que es va generalitzar i va durar fins a la nit quan els assetjats finalment es van retirar a la fortalesa. Van destacar en el combat Eltxi Bugha i Anushirwan, fill d'Ak Bugha que van resultar ferits greus; Elchi es va poder recuperar al cap del temps però Anushirwan va morir.
Es van començar a fer servir maquines de setge i progressivament la torre que allotjava a Yusuf Sufi va quedar destruïda de manera que va haver d'anar a residir a un altre lloc. El setge va durar tres mesos i setze dies (febrer a maig del 1379). Les malalties es van desenvolupar al interior de’Urganj i Yusuf Sufi en va ser afectat i va morir (algunes versions -com a Marozzi- insinuen que es va posar malalt de vergonya i va acabar morint però una epidèmia es mes probable). El mateix dia de la defunció es va produir l'atac final; els assaltants van entrar a la ciutat que fou sistemàticament saquejada i els habitants massacrats o van esdevenir esclaus; els edificis foren arruïnats. Les muralles minades i enderrocades. Els palaus i els hospitals es van cremar i tota la ciutat va quedar en ruïnes i amb molts cossos carbonitzats abandonats. Els artesans, savis i caps religiosos foren enviats a Kish on també es van enviar molts esclaus. Després va tornar enrere i e va dirigir a l'est expulsant els clans jats que es dedicaven al saqueig, arribant fins a Almaliq, mantenint-los lluny per que per força temps no causessin problemes a les fronteres.
Un temps després Timur va retornar a Samarcanda i al hivern es va instal·lar un altre any a Zengir Sarai prop de Karshi.